# Enfermedad de tumores faciales del demonio de Tasmania

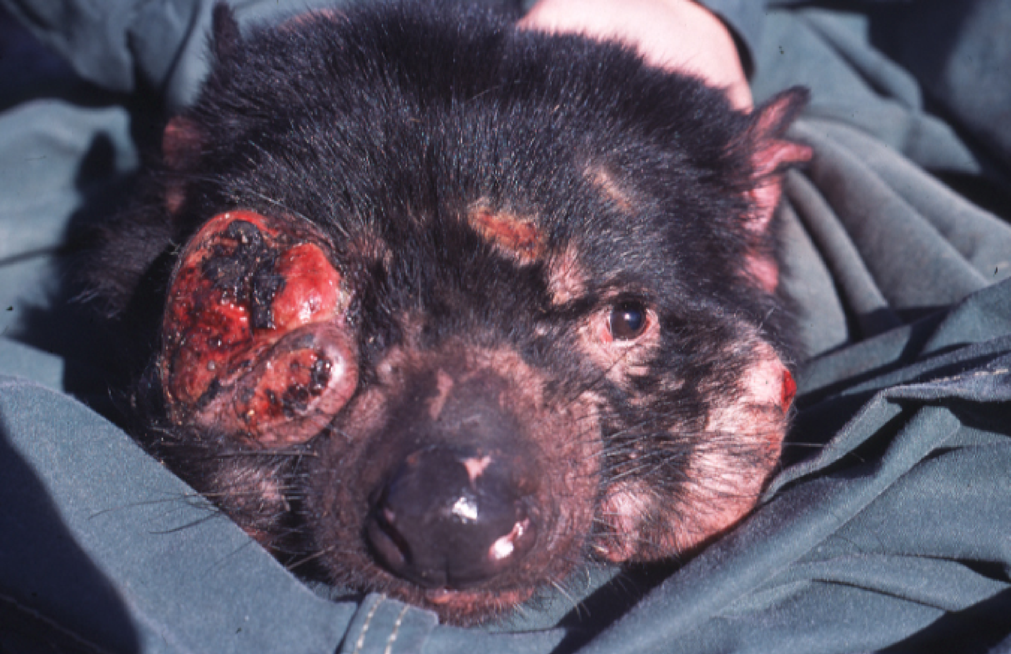
La enfermedad de tumores faciales del demonio de Tasmania provoca la formación de tumores en la boca y en sus alrededores, que dificultan la alimentación o incluso la impiden, provocando la muerte del animal.

La enfermedad de tumores faciales del demonio de Tasmania es un cáncer contagioso que afecta tanto a hembras como a machos del demonio de Tasmania (Sarcophilus harrisii). El primer caso documentado se registró en 1995 en Australia, en el Noreste del estado de Tasmania. La enfermedad se contagia por transmisión directa de las células cancerígenas vivas a través de las mordeduras que se infligen los animales en la cara durante los procesos de alimentación y apareamiento.
A lo largo de la década siguiente la enfermedad ha devastado a la población de esta especie, las estimaciones apuntan a más del 80% de la población de demonios. Las poblaciones densas afectadas sufren una mortalidad de un 100% en un período de entre 12-18 meses. La enfermedad se ha concentrado principalmente en la parte oriental de la isla de Tasmania. 
La enfermedad se caracteriza por la aparición de tumores, normalmente en el rostro y en el interior de la boca, que frecuentemente metastatizan y causan la muerte del animal.  Además los tumores dificultan la alimentación, y el animal enfermo puede morirse de hambre.

## Características
Utilizando cultivos de tejidos cancerosos para estudiar la enfermedad, los investigadores han identificado el cáncer como un tumor neuroendocrino (los tumores expresan ciertos genes específicos de células de Schwann), y todas las células cancerosas tienen una alineación cromosómica idéntica. Inicialmente se creyó que la causa de la enfermedad era un virus, pero no se encontró ninguna prueba del virus en las células. También se consideró la posibilidad de que se debiera a toxinas ambientales.
Sin embargo, la idea de que las células cancerosas en sí son un agente infeccioso resultó ser correcta, la enfermedad se contagia por transmisión directa de las células cancerígenas vivas a través de las mordeduras que se infligen en la cara durante los procesos de alimentación y apareamiento. La confirmación final llegó de la mano de la investigadora Anne-Maree Pearse y sus colaboradores, que descubrieron que un animal infectado tenía una anormalidad cromosómica en las células no tumorales que no existía en las células tumorales, lo que demostraba que las células tumorales no podrían descender de las células propias del animal. Pearse cree que esto podría resultar ser vital para la supervivencia de los demonios. Desde junio de 2005 se han encontrado tres hembras que son parcialmente resistentes a la enfermedad. Por otra parte, las células tumorales eran siempre hembras, independientemente del sexo del animal enfermo, y cuando un animal nacido con una anomalía cromosómica como una inversión pericéntrica se contagiaba, las células tumorales no mostraban signos de tener la anomalía del animal.
Más investigaciones de la Universidad de Sídney han mostrado que este cáncer facial infeccioso podría ser capaz de extenderse debido a la diversidad genética tan baja de los genes inmunitarios de los demonios (MHC clase I y II.)
Según esta creencia inicial los mismos genes también se encuentran en los tumores, de modo que el sistema inmunitario no reconoce las células tumorales como ajenas. A día de hoy sabemos que el tumor pierde reversiblemente antígenos que le permitirían ser detectados por el sistema inmune del animal.
El primer demonio de Tasmania que presentó los tumores fue una hembra, y a partir de ella el tumor ha ido transmitiéndose, surgiendo sucesivamente distintos subclones. Analizando el DNA mitocondrial y nuclear de tumores presentes en 104 demonios de toda la isla se han identificado hasta 21 cepas distintas. Además existen evidencias del surgimiento de nuevas cepas que ponen de manifiesto la continua evolución de la enfermedad. Las cepas también podrían complicar los intentos de desarrollar una vacuna, y la mutación del cáncer también implica que podría extenderse a otras especies cercanas, como los gatos marsupiales.
Las células de los demonios de Tasmania tienen catorce cromosomas, mientras que las células tumorales tienen nueve. Las células del cáncer tienen unas anomalías del cariotipo similares a las del sarcoma de Sticker (CTVT), un cáncer canino que se extiende de un perro a otro por contacto físico.
Entre las alteraciones que se pueden encontrar en las células tumorales se encuentran un gran número de sustituciones de una sola base así como numerosas inserciones y delecciones de pequeño tamaño. También existen alteraciones en el cariotipo pudiendo encontrar algunos de los subclones pseudodiploides con 13 cromosomas y otros pseudotetraploides con 32 cromosomas. También existen delecciones en los cromosomas 1, 2 y 3, así como trisomía en el 5p además de diversas reorganizaciones cromosómicas.

## Esfuerzo de conservación
En respuesta al impacto de la enfermedad sobre las poblaciones de demonios de Tasmania, se han llevado cuarenta y siete demonios a parques naturales del continente australiano en un intento de preservar la diversidad genética de la especie. La península de Tasman está siendo considerada como una posible "área limpia", controlando el único y estrecho punto de acceso con barreras físicas. El Ministerio de Industrias Primarias y Agua de Tasmania experimentó con el sacrificio selectivo de animales infectados en la Península de Forestrier, pero el proyecto de eutanasia selectivo se detuvo en 2011 tras desvelarse su inviabilidad.